# Softverski repozitorij
Softverski repozitorij je spremište programskih paketa. Te se pakete može preuzeti te instalirati na računala. 

## Vanjske poveznice
- Neslužbeni repozitorij Debiana  Arhivirana inačica izvorne stranice od 4. rujna 2011. (Wayback Machine)